# جان بيار كاهان
جان بيار كاهان (بالفرنسية: Jean-Pierre Kahane)‏ هو رياضياتي فرنسي، ولد في 11 ديسمبر 1926 في باريس في فرنسا، وتوفي بنفس المكان في 21 يونيو 2017.